# Austruca lactea
Austruca lactea – gatunek kraba z rodziny Ocypodidae.
Gatunek ten opisany został w 1835 przez Wilhema de Haana jako Ocypode (Gelasimus) lactea. Później klasyfikowany był w rodzaju Uca. Po rewizji Shiha i innych z 2016 zaliczany jest do rodzaju Austruca.

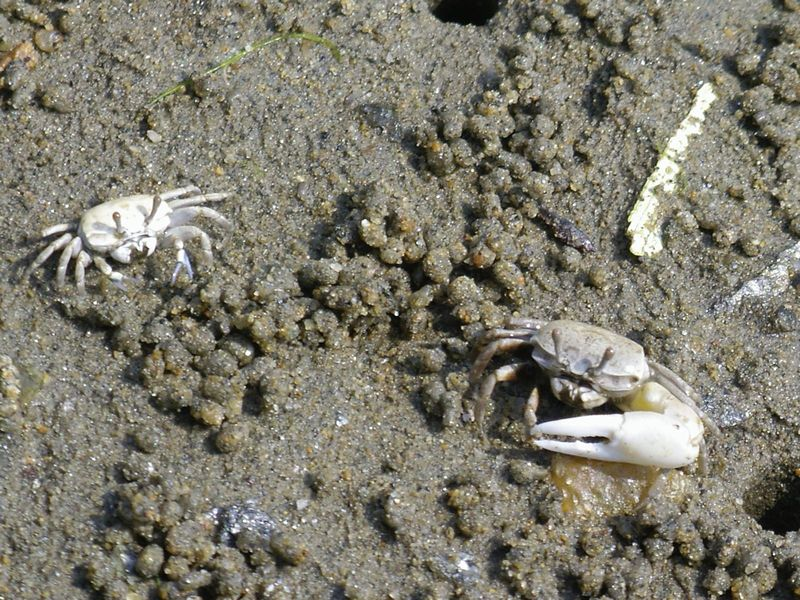
Samica (z lewej) i samiec (z prawej) Austruca lactea

Samce osiągają do 13 mm długości i do 21 mm szerokości, a samice do 8 mm długości i 12 mm szerokości. Karapaks o bardzo szerokim regionie frontalnym, ostrych kątach przednio-bocznych, prawie prostych i zbieżnych krawędziach przednio-bocznych, zaokrąglających się w krawędzie grzbietowo-boczne oraz o skierowanych prawie podłużnie rowkach tylno-bocznych. W widoku bocznym karapaks jest prawie walcowaty, o niezlanych regionach branchialnych i hepatycznych. U samicy podział karapaksu na regiony jest słabiej widoczny niż u samca.
Szczypce nierównej wielkości. Te większe mają część dłoniową propoditu z ukośną i guzkowaną listewką po stronie wewnętrznej (czasem nieco przedłużoną na brzeg panewki karpopoditu) oraz z nierozbiegającą się grzbietowo od nasady daktylopoditu listewką przedpalcową. Ich palec ruchomy jest łukowato wygięty na całej swej długości. Ostatnia para odnóży krocznych ma smukłe meropodity z prostymi krawędziami grzbietowymi. Samiec ma lekko skręcone gonopody o dużych flankach, z których tylna jest szersza i dłuższa od przedniej. Otwór płciowy samicy jest pozbawiony guzka.
Gatunek zachodniopacyficzny, rozprzestrzeniony wzdłuż wybrzeży Chin z Hajnanem włącznie, Tajwanu, Korei Południowej, Wysp Riukiu, Kiusiu, Sikoku i Honsiu aż po rejon wysokości Zatoki Tokijskiej. Zamieszkuje osłonięte nabrzeża morskie o podłożu piaszczysto-mulistym lub piaszczystym, a także estuaria i ujścia rzek.